# أبحاث إصابات النخاع الشوكي
تقوم أبحاث إصابات النخاع الشوكي بالبحث عن طرق جديدة من أجل علاج أو التعامل مع إصابات النخاع الشوكي لتقليل الآثار الثانوية للإصابة سواء كان هذا على المدى القصير أو الطويل. لا يوجد حتى الآن علاج شافٍ لإصابات النخاع الشوكي، إذ تركز معظم العلاجات الحالية على إعادة تأهيل النخاع الشوكي بعد الإصابة ومعالجة الآثار الثانوية المحتملة. يشمل المجالان الرئيسيان للبحث الحماية العصبية ومحاولة منع تلف الخلايا المسببة عن العمليات البيولوجية الحادثة في الجسم بعد الإصابة، والتنشيط العصبي، أو إعادة النمو أو استبدال الدوائر العصبية التالفة.

## الفيزيولوجيا المرضية
تحدث الإصابة الثانوية بعد دقائق أو أسابيع من الإصابة الأولية وتشمل عددًا من المراحل المتتالية والتي تسبب الضرر للمزيد من الأنسجة المتضررة بالفعل بسبب الإصابة الأولية، ينتج عن الإصابة الثانوية تكوين ندبة دبقية والتي تعيق نمو المحور العصبي.

## نماذج الحيوانات
تشمل الحيوانات المستخدمة كنماذج لإصابات النخاع الشوكي في الأبحاث الفئران والجرذان والقطط والكلاب والخنازير والرئيسيات (القرود غير البشرية)، هذه الكائنات الأخيرة قريبة جدًا من البشر ولكنها تثير تساؤلات أخلاقية حول إجراء التجارب عليها. توجد أجهزة خاصة من أجل إيصال ضربات ذات قوة محددة ومراقبة للنخاع الشوكي عند حيوان التجربة.
تستخدم سروج التبريد فوق الجافية، والتي توضع جراحيًا فوق أنسجة الحبل الشوكي المصابة بصدمة حادة من أجل تقييم الآثار المفيدة المحتملة لخفض حرارة الجسم الموضعية، مع أو دون الكورتيكويد السكري.

## العملية الجراحية
تستخدم الجراحة حاليًا من أجل توفير الاستقرار للعمود الفقري المصاب أو من أجل تخفيف الضغط عن النخاع الشوكي. يعتبر الوقت المناسب لإجراء العملية الجراحية بعد الإصابة من أجل تخفيف الضغط موضع جدل حتى الآن، فمن الصعوبة إثبات أن الجراحة المبكرة توفر نتائج أفضل في التجارب على الإنسان. يجادل البعض بأن الجراحة المبكرة قد تحرم النخاع الشوكي المصاب من الأكسجين، ولكن معظم الدراسات لا تظهر أي اختلاف في النتائج بين التداخل المبكر (خلال ثلاثة أيام) والجراحة المتأخرة (بعد خمسة أيام)، مع أن البعض الآخر يظهر فائدة للجراحة المبكرة.

## الوقاية العصبية
تهدف الوقاية العصبية إلى منع الضرر الذي يحدث جراء الإصابة الثانوية. يعتبر استهداف البروتين الذي يشترك في موت الخلايا المبرمج مثالًا على ذلك؛ يؤدي تثبيط البروتين إلى نتائج محسنة في التجارب على الحيوانات. يدمر الحديد القادم من الدم النخاع الشوكي من خلال الإجهاد التأكسدي، لذلك فإن استخدام عامل إزالة المعدن من أجل ربط الحديد يُعد أحد الخيارات للوقاية؛ أظهرت الحيوانات التي عولجت بهذه الطريقة نتائج محسنة. يعتبر التلف الجذري الحر الناجم عن أنواع الأكسجين التفاعلية هدفًا علاجيًا آخر أظهر تحسنًا عندما جُرب على الحيوانات. يستخدم «المينوسايكلين» وهو أحد المضادات الحيوية، في التجارب التي أجريت على البشر بسبب قدرته على الحد من أضرار الجذور الحرة وإثارة السمية وتعطيل وظائف الميتوكوندريا والموت الخلوي المبرمج. تجري الأبحاث أيضًا على الريليزول، أحد مضادات الاختلاج في التجارب السريرية بسبب قدرته على سد قنوات الصوديوم في الخلايا العصبية، ما قد يمنع الضرر الناجم عن الإثارة. تجري الدراسات أيضًا في التجارب السريرية على السيترين والإريثروبويتين ودالامبريدين.

### انخفاض حرارة الجسم
استخدم تخفيض حرارة الجسم العلاجي باعتباره أحد العلاجات التجريبية، ولكن دون دليل على وجود تحسن في النتائج. أجريت بعض العلاجات التجريبية -بما في ذلك تخفيض حرارة الجسم النظامية- في حالات معزولة فقط، من أجل لفت الانتباه إلى ضرورة إجراء المزيد من الدراسات قبل السريرية والسريرية والمساعدة على توضيح دور انخفاض حرارة الجسم في إصابات النخاع الشوكي الحادة. بالرغم من محدودية التمويل، فقد وصلت بعض العلاجات التجريبية مثل تبريد العمود الفقري الموضعي أو تحفيز المجال المتذبذب إلى مرحلة التجارب البشرية بنجاح.

### الميثيل بريدنزلون
يعتبر الالتهاب بالإضافة للندبة الدبقية من العوامل المهمة المثبطة للانتعاش العصبي بعد إصابات النخاع الشوكي. ومع ذلك وبصرف النظر عن الميثيل بريدنزلون، لم تصل أي من هذه التطورات إلى الاستخدام المحدود في الرعاية السريرية لإصابة النخاع الشوكي عند البشر في الولايات المتحدة. يمكن إعطاء الميثيل بريدنيزلون بعد الإصابة بفترة وجيزة ولكن الآثار الجانبية الضارة له تفوق منافع استخدامه. يجري البحث حاليًا ضمن آليات توصيل أكثر فعالية للميثيل بريدنزلون والتي من شأنها تقليل الآثار الجانبية الضارة.

## التجديد العصبي
يهدف التجديد العصبي إلى إعادة توصيل الدوائر المتضررة في النخاع الشوكي من أجل السماح لها بالتجدد والعودة. تعتبر إعادة نمو المحاور أحد الطرق المستخدمة، والموجودة في الجهاز العصبي المحيطي بشكل طبيعي. يحتوي المايلين في الجهاز العصبي المركزي على جزيئات تعرقل نمو المحور العصبي. وبالتالي، فإن هذه العوامل هي هدف للعلاجات من أجل خلق بيئة مناسبة للنمو. يعتبر الـ «نوغو-إيه» أحد هذه الجزيئات، وهو بروتين يرتبط بالمايلين. عندما يستهدف هذا البروتين من قبل الأجسام المضادة المثبطة في النماذج الحيوانية، تنمو المحاور بشكل أفضل ويتحسن الانتعاش الوظيفي.

## الخلايا الجذعية
الخلايا الجذعية هي خلايا يمكنها التمايز لتصبح أنواعًا مختلفة من الخلايا. يبقى الأمل هو أن الخلايا الجذعية المزروعة في المنطقة المصابة من الحبل الشوكي ستسمح بإعادة التأهيل العصبي. تشمل أنواع الخلايا التي يجري البحث عليها لاستخدامها في النخاع الشوكي: الخلايا الجذعية الجنينية والخلايا الجذعية العصبية والخلايا الجذعية الوسيطة والخلايا الشمية وخلايا شوان والبلاعم المنشطة والخلايا الجذعية المحفزة. عندما تُحقن الخلايا الجذعية في منطقة التلف في النخاع الشوكي، تفرز عوامل التغذية العصبية، تساعد هذه العوامل الخلايا العصبية والأوعية الدموية على النمو، وبالتالي المساعدة في إصلاح التلف. من الضروري أيضًا إعادة تهيئة بيئة مناسبة لنمو الخلايا الجذعية.
قدمت إحدى التجارب في مرحلتها الثانية في عام 2016 بيانات تفيد بأنه وبعد 90 يومًا من العلاج بالخلايا الدبقية قليلة التغصن المستخلصة من الخلايا الجذعية الجنينية، فإن 4 من كل 4 أشخاص يعانون من إصابات عنق الرحم الكاملة قد تحسنت مستوياتهم الحركية، مع تحسن 2 من 4 في اثنين من مستويات الحركة (على جانب واحد على الأقل)، مع حدوث تحسن مستويين من الحركة على كلا الجانبين عند مريض واحد. كانت النتيجة النهائية للتجربة هي أن 2\5 مرضى أظهروا تحسن مستويين على جانب واحد خلال 6-12 شهر. أظهرت جميع مواضع عنق الرحم الثمانية في هذا الجزء من المرحلة الثانية نتائج محسنة في الطرف العلوي دون أي آثار جانبية ضارة أو خطيرة، لم تجد التجربة في المرحلة الأولى والتي أجريت على 5 مرضى في عام 2010 أي مشكلات تتعلق بالسلامة بعد 5-6 سنوات من المتابعة.
أظهرت الدراسة في يناير 2017 أنه من المتوقع أن تكون فترة 6 أشهر كافية للحصول على فعالية جيدة، تتم في الوقت نفسه عملية دراسة زيادة الجرعة إذ تجري الدراسة الآن التجارب على المرضى الذين يعانون من إصابات غير مكتملة.